# Xã Waterville, Quận Lucas, Ohio
Xã Waterville (tiếng Anh: Waterville Township) là một xã thuộc quận Lucas, tiểu bang Ohio, Hoa Kỳ. Năm 2010, dân số của xã này là 11.336 người.